# Gina Lisa Maiwald
Gina-Lisa Maiwald (* 1985 in Hannover) ist eine deutsche Schauspielerin.

## Leben und Karriere
Die gebürtige Hannoveranerin Gina-Lisa Maiwald erhielt ihre schauspielerische Ausbildung an der Hochschule für Schauspielkunst „Ernst Busch“ Berlin, die sie 2010 mit Diplom abschloss. Im selben Jahr hatte sie Theaterengagements unter anderem am Thalia Theater Halle und den Sophiensaele Berlin. Nach einer Reihe von Kurzfilmen wurde sie 2011 durch ihr Mitwirken in einer Episodenrolle der ZDF-Vorabendserie Notruf Hafenkante einem breiteren Publikum bekannt.

## Filmografie (Auswahl)
- 2008: Nocturne (Kurzfilm)
- 2009: Line im Lot (Kurzfilm)
- 2009: Violetta (Kurzfilm)
- 2010: Der Besuch (Kurzfilm)
- 2011: Notruf Hafenkante – Alles Einstein (Fernsehserie, eine Folge)
- 2011: Einmal Veddel und zurück (Fernsehfilm)
- 2013: Ein starkes Team: Die Frau im roten Kleid
- 2017: Hunny Bunny (Kurzfilm)